# ويليام كينيدي سميث
ويليام كينيدي سميث (بالإنجليزية: William Kennedy Smith)‏ هو طبيب أمريكي، ولد في 4 سبتمبر 1960 في Brighton, Boston ‏ في الولايات المتحدة.

## وصلات خارجية
- ويليام كينيدي سميث على موقع إن إن دي بي (الإنجليزية)